# Canguçu
Canguçu est une ville brésilienne du Sud-Est de l'État du Rio Grande do Sul, faisant partie de la microrégion de Pelotas et située à 269 km au sud-ouest de Porto Alegre, capitale de l'État. Elle se situe à une latitude de 31° 23′ 44″ sud et à une longitude de 52° 40′ 35″ ouest, à 386 m d'altitude. Sa population était estimée à 53 547 en 2007, pour une superficie de 3 525 km2.
La dénomination Canguçu vient du tupi-guarani caa-guaçu, qui signifie "végétation épaisse". C'est un terme que l'on retrouve dans d'autres lieux du Brésil, comme ce fut l'ancien nom de la région de l'Avenue Paulista, à São Paulo. Canguçu est aussi le nom donné au Jaguar qui paraît avoir été présent en nombre dans la région.

## Villes voisines
- Encruzilhada do Sul
- Amaral Ferrador
- Cristal
- São Lourenço do Sul
- Pelotas
- Morro Redondo
- Cerrito
- Piratini